# Ristijärvi (Gällivare socken, Lappland, 748848-173861)
Ristijärvi är en sjö i Gällivare kommun i Lappland och ingår i Kalixälvens huvudavrinningsområde. Sjön har en area på 0,0865 kvadratkilometer och ligger 380,4 meter över havet.

## Delavrinningsområde
Ristijärvi ingår i det delavrinningsområde (748782-173840) som SMHI kallar för Utloppet av Ristijärvi. Medelhöjden är 425 meter över havet och ytan är 1,16 kvadratkilometer. Det finns inga avrinningsområden uppströms utan avrinningsområdet är högsta punkten. Vattendraget som avvattnar avrinningsområdet har biflödesordning 6, vilket innebär att vattnet flödar genom totalt 6 vattendrag innan det når havet efter 226 kilometer. Avrinningsområdet består mestadels av skog (93 procent). Avrinningsområdet har 0,09 kvadratkilometer vattenytor vilket ger det en sjöprocent på 7,3 procent.